# 马林百列
馬林百列（英語：Marine Parade，閩南語白話字：Má-lîm Pah-lia̍t; 「海洋廣場」 的意思），指位於新加坡東南部的一個小型組屋及豪宅區。整個馬林百列都是非常接近東海岸公園，而它一共分為五個區域区，分別是蒙巴頓、加東、馬林百列、東海岸与東馬林百列东。一般在新加坡所指的馬林百列，實際上是指沿著東海岸公園大道的組屋群，建於70年代。

## 主要设施
- 百匯廣場
- 马林百列社区综合大厦: 此大楼将原本发个多处的马林百列民众俱乐部，马林百列公共图书馆，以及一个舞团 （The Necessary Stage）结合在一个屋檐下。
- 東海岸公園：為新加坡東部的一個著名公園，国家公园局于2012年把此公园列入“景点公园”名单内 （仅有3个公园入选）。[4]